# Ferdinando Baldanzi
Ferdinando Baldanzi (Prato, 14 agosto 1789 – Siena, 7 marzo 1866) è stato un arcivescovo cattolico italiano.

## Biografia
Nato a Prato il 14 agosto 1789 da Luigi e Costanza Becherini studiò presso il Collegio Cicognini, nel 1813 fu ordinato sacerdote e nel 1833 divenne parroco della cattedrale di Prato. Persona di profonda cultura, fu grande studioso di storia e di arte, nonché uno dei principali animatori della vita culturale del suo tempo, per questo motivo la sua casa divenne in breve tempo il principale punto di riferimento per la nuova generazione di intellettuali, formata da personalità quali Cesare Guasti, Carlo Livi, Germano Fossi e Giovanni Costantini.
Dal 1835 al 1851 fu bibliotecario della Biblioteca Roncioniana, le cui collezioni contribuì ad arricchire di manoscritti. Tra i primi, assieme a Giovacchino Benini, a incoraggiare l'attività della tipografia pratese dei fratelli Giachetti, fu autore di diversi opuscoli, i quali, spesso pubblicati in forma anonima, gli conferirono una certa notorietà anche negli ambienti culturali fiorentini e gli garantirono l'ammissione alla Società colombaria. Uomo d'idee liberali, come presidente del locale comitato elettorale prese parte in prima persona agli avvenimenti pratesi del 1848-1849, rimanendo attivo nella vita pubblica della sua città anche negli anni successivi.
Nel 1848 fu eletto canonico della cattedrale pratese e nel 1849 vicario capitolare, fin quando, il 10 aprile 1851, fu eletto da Pio IX a reggere la sede vescovile di Volterra. Ricevette l'ordinazione episcopale a Roma, nella basilica di S. Cecilia, il 13 aprile per mano del card. Giacomo Luigi Brignole; co-consacranti gli arcivescovi di Curia Giovanni Domenico Stefanelli e Antonio Benedetto Antonucci. Il 28 settembre 1855 fu promosso arcivescovo metropolita di Siena, dove si trovò a reggere la diocesi nei turbolenti anni del passaggio dal Granducato di Toscana al Regno d'Italia.
Morì a Siena il 7 marzo 1866.

## Archivio
Le carte di Ferdinando Baldanzi sono state probabilmente donate alla Biblioteca Roncioniana da lui stesso, avendo egli ricoperto la carica di bibliotecario per molti anni. Fanno parte della raccolta dei Manoscritti Roncioniani, iniziata nel 1731 dal conte Giovan Battista Casotti con la donazione della propria collezione, incrementata successivamente e inventariata dall'archivista De Feo alla fine degli anni settanta del Novecento, sulla base di schede manoscritte redatte negli anni venti da Sebastiano Nicastro. Ogni unità riporta una doppia numerazione: il numero arabo attribuito dal De Feo e la precedente collocazione riportata sulle schede del Nicastro. Una copia dattiloscritta di tale inventario è a disposizione degli studiosi nella sala lettura della biblioteca. Parte della sua documentazione è conservata presso l'archivio del Seminario di Prato.

## Opere
- Delle pitture di Fra Filippo Lippi nel coro della cattedrale di Prato e de' loro restauri, Prato, Giachetti, 1835.
- Della chiesa Cattedrale di Prato : descrizione corredata di notizie storiche e di documenti inediti, Prato, Giachetti, 1846.
- Lettera pastorale al clero e popolo della diocesi volterrana, Prato, Guasti, 1851.
- Lettera pastorale per la visita della diocesi di Siena, Siena, Baroni, 1856.

## Genealogia episcopale
La genealogia episcopale è:
- Cardinale Scipione Rebiba
- Cardinale Giulio Antonio Santori
- Cardinale Girolamo Bernerio, O.P.
- Arcivescovo Galeazzo Sanvitale
- Cardinale Ludovico Ludovisi
- Cardinale Luigi Caetani
- Cardinale Ulderico Carpegna
- Cardinale Paluzzo Paluzzi Altieri degli Albertoni
- Papa Benedetto XIII
- Papa Benedetto XIV
- Papa Clemente XIII
- Cardinale Bernardino Giraud
- Cardinale Alessandro Mattei
- Cardinale Pietro Francesco Galleffi
- Cardinale Giacomo Filippo Fransoni
- Cardinale Giacomo Luigi Brignole
- Arcivescovo Ferdinando Baldanzi